# 音击
《音击》是由世嘉开发（原世嘉集團旗下世嘉互動）、于2018年7月26日开始运营的街机音乐游戏。

## 概要
继《maimai》、《chunithm》之后SEGA开发的第三款街机音乐游戏系列。制作团队也与前两作的团队有关。
付费形式上相较传统街机音乐游戏的一次投币玩固定曲数的形式，本作采用了与《边境保卫战》、《Fate/Grand Order Arcade》等街机游戏相同的GP（Game Point）制。玩家通过投币购买GP，游玩乐曲、暂时解禁高难度谱面、延长菜单操作时间等操作都会消费一定数值的GP。只要GP充足，玩家便可一直游玩。结束游玩时，剩余GP会按比例转换成游戏内货币“マニー”。
本作的乐曲游玩过程融合了音乐游戏和弹幕射击游戏的要素。除了通过和传统音乐游戏相同的击打音符获取得分并攻击对手外，还要操作控制杆移动屏幕中的角色回避“子弹”和收集回复道具"BELL"。
本作最大的特征是加入了卡片要素。框体设定了读卡装置可以读取卡片。同时店内一般还会设置配套印卡机，除了可以打印自己游戏账号内已有的卡片外，还能通过扭蛋获得游戏中无法获得的卡片（打印卡片、扭蛋需要另外付费）。
本作可以使用Aime卡/BanaPassport卡储存游戏资料。同时预定于2018年夏季开始支持附带Amusement IC机能的e-AMUSEMENT PASS。
2018年4月26日，由KADOKAWA制作的本作宣传动画公开。
2018年5月13日、宣布与手机游戏BanG Dream! 少女乐团派对联动。『BanG Dream!』中的角色将会在本作中作为客串角色登场。
本作目前仅在日本国内运营，尚未推出海外版；由于本作游戏系统重度依赖于配套的印卡机(CARD MAKER)，且含有一定赌博因素(玩家需要通过投币来抽取游戏中使用的角色卡片)，因此海外版的发行变得几乎不可能
。

## 机台
机台外形以黑白色为主色调。屏幕为9:21的竖直屏幕。
控制台部分，设置左右各3个方形按键(默认从左到右为红色、绿色和蓝色)。控制台左右两侧也垂直地de设置了一个按键（称为“L/R-SIDE Button”）。控制台中央设有一个可以左右移动的控制杆。
左右两侧白色按键上方各设置一个菜单按键，目前仅在菜单操作时使用。
控制杆前方设置了三个卡槽，可以读取由配套的印卡机中打印出的卡片。
读卡器支持Aime卡/BanaPassport卡，以及卡片印有Amusement IC机能的e-AMUSEMENT PASS。
类似SOUL REVERSE、Fate/Grand Order Arcade，本作游戏机台及印卡机均支持电子钱包支付。

## 游戏内容

### 难度与等级
在本作中，各个乐曲有BASIC、ADVANCED、EXPERT、MASTER四个难度的谱面。在Bright Memory Act.3及之前的版本中，MASTER难度不能直接游玩，需要玩家在EXPERT/MASTER谱面中TECHNICAL SCORE评价达到S以上才能解锁（也可以额外支付10GP来临时解锁）；在Re:Fresh版本（及之后），所有的MASTER难度谱面都已默认解锁，所有玩家均可直接选择游玩。
每一个谱面都有对应的等级，来代表它们的相对难度。标级划分目前和同社的maimai和CHUNITHM一样，从低到高划分为1-15+级和0级（截止到Re:Fresh稼动，其中0级为LUNATIC谱面专用）；其中7级及以上会出现“+”等级（例如7+、12+等）进一步细分谱面难度。
在开始运营后第一次更新时追加了特殊的LUNATIC谱面。该类型谱面可以视作同社音乐游戏maimai的Re:MASTER谱面和“宴会场谱面”（或CHUNITHM的ULTIMA谱面和“WORLD's END谱面”）的结合体。
其中一部分谱面是对应乐曲MASTER谱面的强化或改编(故其难度不一定高于MASTER谱面)。此类谱面现在在游戏内位于“Re:MASTER”文件夹内，与其他LUNATIC谱面作为区分；而另一部分谱面则以neta或弹幕要素为主，属于非常规谱面。
LUNATIC谱面一般与其他谱面使用相同的等级划分规则，这些谱面的成绩也会被计入Rating计算；一部分谱面也会被定为特殊的“0级”（一般为neta/弹幕要素的谱面）。0级谱面的成绩不会记入玩家的Rating计算。

### 游戏画面
TAP
方块形note。当note到达判定线时按下对应颜色按键。若同色note只有1个，则按下左右两侧任一对应颜色按键即可。若同色note有2个，则需要同时按下两侧对应颜色按键。
SIDE（SIDE-L / SIDE-R）
五边形note。当note到达判定线时，敲击对应的侧边按键。
HOLD
长条状note。当note前端到达判定线时，需一直按住对应颜色按键直到note消失。HOLD到达终点后，玩家不必立刻松开按键。有多个同色HOLD出现时，按住任意一个对应颜色按键即可全部判定。
SIDE也存在HOLD。
操作角色与FIELD
通过操纵杆操作角色左右移动来收集回复道具与躲避“子弹”。当角色离开画面中的有效位置（称为“FIELD”）时，所有的note会变为灰色，且操作都会被判定为MISS。
FLICK
金色note，上方会标注方向。当note到达判定线时，玩家需将操纵杆往标定的方向移动。该note只根据玩家的操纵杆移动方向与速度进行判定，与玩家操纵角色所在位置和移动距离无关。
LIFE
己方的LIFE为显示在屏幕左侧的数值。初期值以及上限均为100%，当“中弹”时会扣减，当收集到回复道具时会增加。当扣减至0时演奏终止。该数值不会影响演奏评价。
敌方的LIFE为显示在屏幕右侧的数值。正确地演奏乐曲可削减敌方LIFE，当敌方LIFE为0时开始计算OVER DAMAGE。OVER DAMAGE的评价从低到高分为不可、可、優、秀、極（金色）、極（虹色）

### 评价
BATTLE SCORE
TECHNICAL SCORE
传统的音乐游戏评价机制，反应演奏精度的得分。但在演奏精度之外，收集回复道具也会加分，而“中弹”则会减分。
音符判定从高到低依次为“CRITICAL BREAK”、“BREAK”、“HIT”、“MISS”。打出“HIT”以上的判定会累积“COMBO”。
满分为1010000（音符演奏950000+回复道具收集60000）；评价等级为D～SSS+。

#### 特殊评价
FULL BELL
收集全部的回复道具
FULL COMBO
全程以“HIT”以上的判定完成演奏
ALL BREAK
全程以“BREAK”以上的判定完成演奏

## 收录曲

### 收录曲分类
オンゲキ
音击原创乐曲。
POPS&ANIME
流行乐以及动画主题曲等。
niconico
niconico动画的人气曲以及VOCALOID乐曲。
VARIETY
其他游戏的乐曲。
チュウマイ
同社音乐游戏chunithm和「maimai」的原创曲目。
東方Project
2018年8月30日更新后追加。收录弹幕射击游戏系列《东方Project》相关改编曲。

## 联动
类似于maimai和chunithm，本作也会不定期地与其他作品举行联动活动。活动期间可在章节选择画面的“EVENT”章节中游玩联动曲目，也有机会获得联动角色。
- 2018年7月26日 - 2018年9月6日 （排名活动：2018年8月23日 - 2018年9月6日）:BanG Dream! 少女乐团派对
- 2018年9月20日 - 2018年10月18日 （排名活动：2018年10月4日 - 2018年10月18日）:东方红魔乡 ～ the Embodiment of Scarlet Devil.

## オンゲキNET
音击的网页服务用网站。玩家可以使用SEGA ID登录网站，查看自己的游戏信息和修改游戏设置。
与另两个同社游戏maimai及chunithm通过游玩游戏获得网页服务的使用权不同，本作的网页服务使用权需要额外购买。
下面列出各个服务类型的费用以及可用功能
| 服务类型 | 费用（含税） | 可用功能（下方的服务类型同时包含上方服务类型的所有可用功能）                                                           |
| -------- | ------------ | --- |
| 免费服务 | 0日元／月    | 查看基本资料；修改玩家信息（游戏ID、评论）；查看联动物品；输入序列号；查看游戏进度（章节一览、活动一览、活动进行情况） |
| 标准服务 | 330日元／月  | 查看详细资料；更改游戏内设置；查看剧情进度；收藏一览；角色一览；编辑卡组；卡片一览；好友机能；查看排行榜               |
| 高级服务 | 550日元／月  | 显示Rating及Battle Point对象曲；卡片育成；好友上限·卡组数量上限加倍                                                    |

## 登场角色

### ASTERISM
星咲 明里（ほしざき あかり）
配音 - 赤尾光

##### 藤泽 柚子（ふじさわ ゆず）
配音 - 保科李沙
三角 葵（みすみ あおい）
配音 - 春野杏

### ⊿TRiEDGE
藍原 椿（あいはら つばき）
配音 - 桥本千波
高濑 梨緒（たかせ りお）
配音 - 久保百合花
結城 莉玖（ゆうき りく）
配音 - 朝日奈丸佳

### bitter flavor
早乙女 彩華（さおとめ あやか）
配音 - 中島唯
樱井 春菜（さくらい はるな）
配音 - 近藤玲奈

### 7EVENDAYS⇔HOLIDAYS
柏木 咲姬（かしわぎ さき）
配音 - 石見舞菜香
井之原 小星（いのはら こぼし）
配音 - 桃野春奈

### R.B.P.
珠洲島 有栖（すずしま ありす）
配音 - 长绳麻理亚
逢坂 茜（おうさか あかね）
配音 - 大空直美
九條 楓（くじょう かえで）
配音 - 佳村遥

### マーチングポケッツ
柏木 美亞（かしわぎ みあ）
配音 - 和氣杏未
日向 千夏（ひなた ちなつ）
配音 - 岡咲美保
東雲 紬（しののめ つむぎ）
配音 - 和泉風花

### 刹那
皇城 剎那（すめらぎ せつな）
配音 - 八卷安奈

## 历代作品
オンゲキ（2018年7月26日开始运营）
オンゲキ PLUS（2019年2月7日开始运营）
オンゲキ SUMMER（2019年8月22日开始运营）
オンゲキ SUMMER PLUS（2020年2月10日开始运营）
オンゲキ R.E.D.（2020年9月30日开始运营）
オンゲキ R.E.D. PLUS（2021年3月31日开始运营）
オンゲキ bright（2021年10月21日开始运营）
オンゲキ bright MEMORY（2022年3月3日开始运营）
オンゲキ Re：Fresh(2025年3月27日开始运营)

## 脚注
1. ↑  「チュウニズム」和「maimai」的结合造词。
2. ↑  官网上标注为“220日元／月”，但必须在开通标准服务的情况下才能开通高级服务，因此事实上收费为“550日元／月”